# Eusebio García Alonso
Eusebio García Alonso (Vitoria, 15 de diciembre de 1890 - Bilbao, 3 de julio de 1964) fue un doctor cirujano urólogo que ejerció en el Sanatorio Bilbaíno y en el Hospital de Basurto en Bilbao. 

## Biografía
Fue director y propietario del Sanatorio Bilbaíno. A su muerte, lo donó a las Siervas de Jesús, que lo regentan actualmente. Un busto suyo adorna actualmente la entrada del pabellón del hospital destinado a la especialidad de urología.
Además participó en la guerra civil española como sargento en la División Azul. Una calle fue destinada a su memoria en el barrio del mismo nombre de San Ignacio, en Bilbao, desde la década de 1960 hasta 2017.